# Børre Sæthre
Pour les articles homonymes, voir Børre.
Børre Sæthre (né en 1967 à Oslo, Norvège) est un artiste norvégien. Ses expositions combinent l'art, l'architecture et la conception intérieure. Ses installations comprennent des environnements interconnectés qui transportent le visiteur à un univers fantastique et idyllique qui est esthétiquement satisfaisant et psychologiquement inquiétant.
En 1996, il a lancé LUSTLUX, sous lequel ses environnements spatiaux (comprenant des murs, les meubles, la lumière, le son, et différents accessoires) sont produits. Les structures sont spectaculaires et sont créées avec la précision soigneuse et méticuleuse. Les salles, les couloirs, les puits et les coins sombres vous emportent dans un autre monde, un labyrinthe énigmatique peuplé par des juxtapositions peu probables des animaux bourrés, des meubles et des sculptures de l'environnement, avec l'éclairage soigneusement contrôlé, le bruit et la musique, la vidéo, les plantes vivantes, les murs motorisés et les portes coulissantes.
Sæthre a parlé de sa fascination avec l'idée de Freud de "l'étrange" ("Unheimliche"). Donc, au lieu d'essayer de choquer son auditoire saturé de médias, il attire les visiteurs dans la participation active à son univers onirique synthétique et leur donne un vrai goût de l'étrange.
Sæthre vit et travaille à New York, Berlin et Oslo. 
Il est représenté par la Galerie Wang à Oslo et la Galerie Loevenbruck à Paris.